# Савонлінна
Са́вонлінна (фін. Savonlinna) — місто та муніципалітет у Південній Савонії, Східна Фінляндія.
Населення  — 36 099 осіб (2014).

## Географія
Розташований у східній частині історичної області Саво (фін. Itä-Savo), на півострові серед озер Сайменської водної системи.

## Історія
Одне із давніших поселень Фінляндії. Історія міста пов'язана з фортецею Олавінлінна (шведською Олафсборг). Закладена шведами в 1475-му і названа Нюслотт (швед. Nyslott, «новий замок»). Тоді ж навколо фортеці почало з'являтися поселення.
У 1534 Олавінлінна стає центром провінції Саво.
29 червня 1714  — Нюслотт захоплений російськими військами, але повернутий Швеції. 7 серпня 1742 місто знову захоплене росіянами і було приєднане до Росії разом з південною частиною району Саво.
У 1973 громада Сяамінкі була скасована і об'єднана із Савонлінною.
2009 муніципалітет Савонранта об'єднано із Савонлінною.

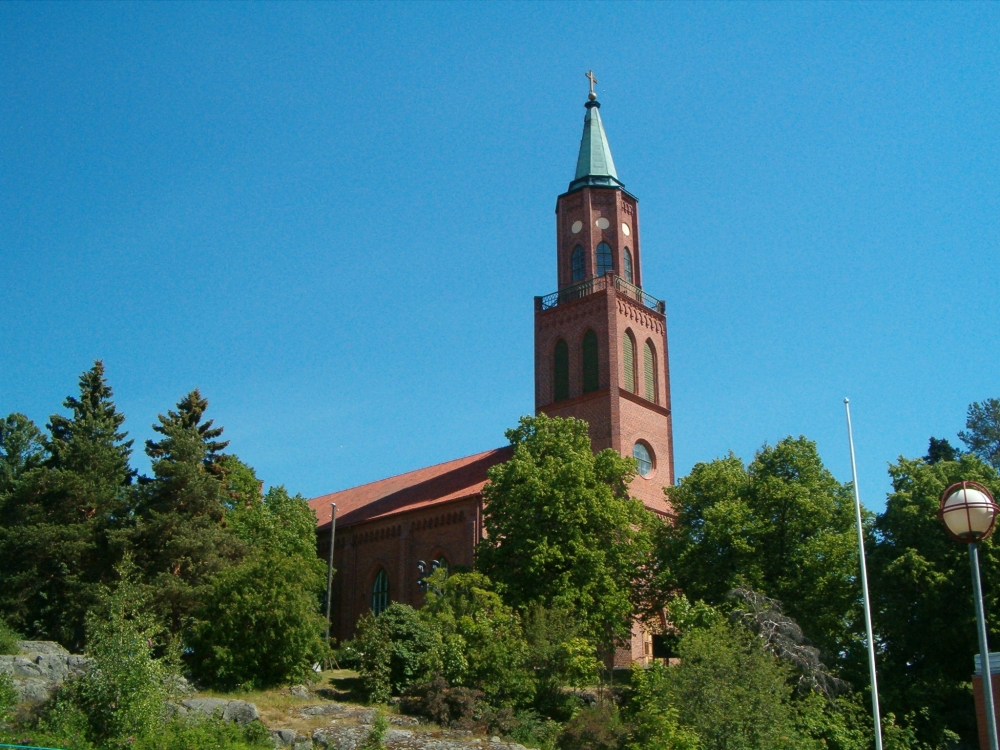
Катедральный собор Савонлінни

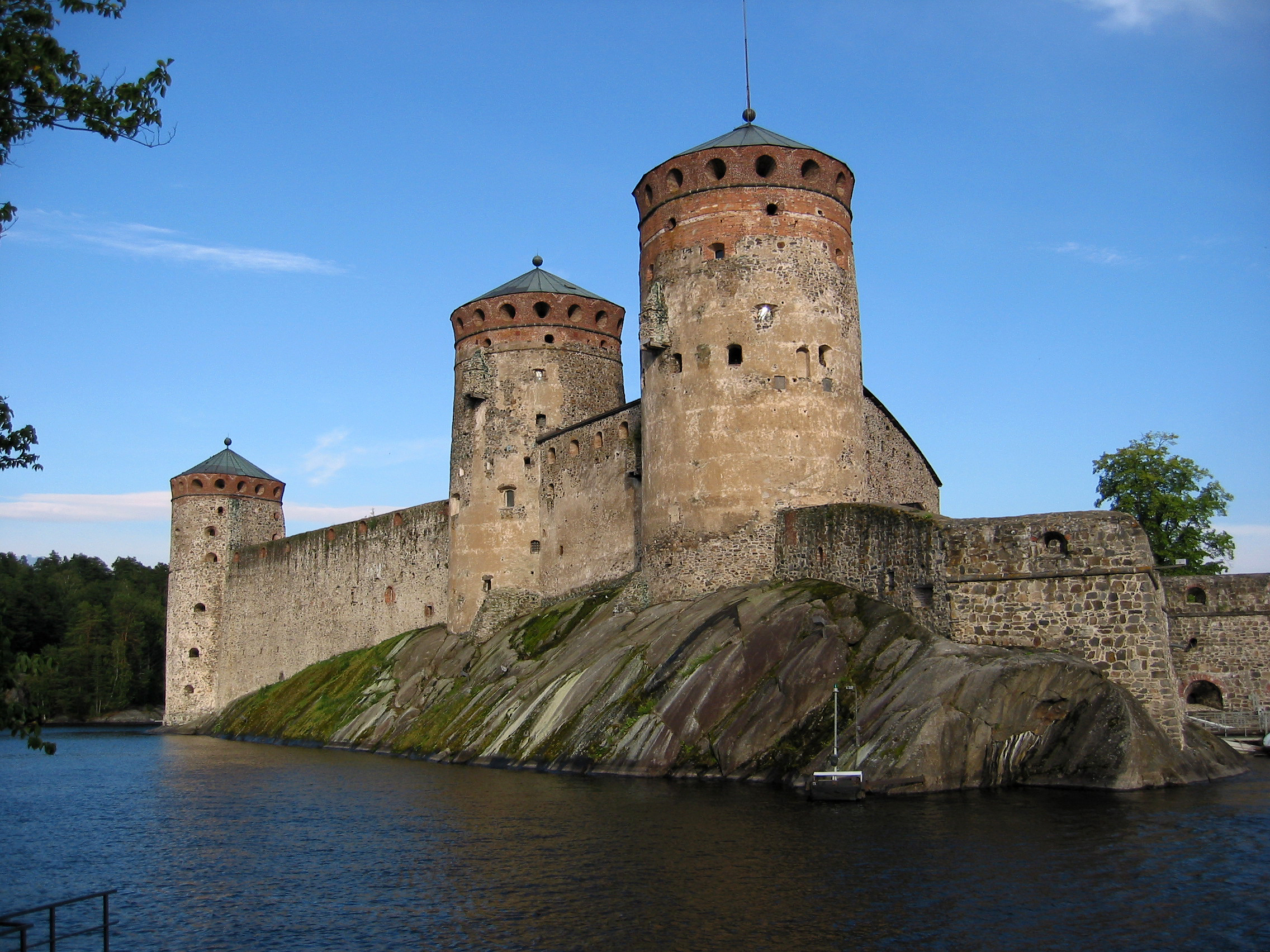
Фортеця Олавінлінна

## Міста-побратими
- Арендал, Норвегія[5]
- Аурборґ, Ісландія[5]
- Будапешт/Бел-Будаd, Угорщина[5]
- Детмольд, Німеччина[5]
- Сількеборґ, Данія[5]
- комуна Кальмар, Швеція (26 квітня 1948)[5][6]